# Barrage de Paute
Pour les articles homonymes, voir Paute.
Le barrage de Paute est un barrage hydroélectrique situé en Équateur sur la rivière Paute (en) dans la province d'Azuay. Sa construction a démarré en 1979 pour se terminer en 1998.